# Cliff Ronning
Clifford John Ronning (né le 1er octobre 1965 à Burnaby, dans la province de la Colombie-Britannique au Canada) est un joueur professionnel canadien de hockey sur glace.

## Carrière de joueur
Ayant un statut de vedette au niveau junior, il eut un peu de mal à ses débuts à se tailler un poste permanent au niveau de la Ligue nationale de hockey. Son jeu flamboyant et sa petite taille firent de lui un candidat idéal pour l'équipe nationale canadienne avec laquelle il marqua un total de 118 points en 1986-87 avant de s'aligner quelques parties avec les Blues de Saint-Louis. L'année suivante, il joua encore pour l'équipe nationale mais participa tout de même à une quarantaine de parties avec les Blues.
Après avoir marqués 55 points lors de la saison 1988-1989, il joua une saison en Italie comptabilisant un impressionnant total de 135 points en 42 parties. Il retourna par la suite aux Blues mais ne compléta pas la saison, étant échangé aux Canucks de Vancouver. C'est avec ces derniers qu'il s'imposa finalement comme l'un des bons pointeurs de la ligue. Il y joua quelques saisons avant de passer aux mains des Coyotes de Phoenix.
Il y joua deux saisons complètes avant de rejoindre l'équipe d'expansion, les Predators de Nashville. Par la suite, il joua pour différentes équipes avant de prendre officiellement sa retraite en février 2006.

## Statistiques

### En club
| Saison     | Équipe                      | Ligue      |       | Saison régulière | Saison régulière | Saison régulière | Saison régulière | Saison régulière |    | Séries éliminatoires | Séries éliminatoires | Séries éliminatoires | Séries éliminatoires | Séries éliminatoires |
| Saison     | Équipe                      | Ligue      | PJ    | B                | A                | Pts              | Pun              | PJ               | B  | A                    | Pts                  | Pun                  |                      |                      |
| 1982-1983  | Royals de New Westminster   | BCJHL      | 52    | 82               | 68               | 150              | 22               | -                | -  | -                    | -                    | -                    |                      |                      |
| 1983-1984  | Bruins de New Westminster   | LHOu       | 71    | 69               | 67               | 136              | 10               | 9                | 8  | 13                   | 21                   | 10                   |                      |                      |
| 1984-1985  | Bruins de New Westminster   | LHOu       | 70    | 89               | 108              | 197              | 20               | 11               | 10 | 14                   | 24                   | 4                    |                      |                      |
| 1985-1986  | équipe nationale canadienne | Intl.      | 71    | 55               | 63               | 118              | 53               | -                | -  | -                    | -                    | -                    |                      |                      |
| 1985-1986  | Blues de Saint-Louis        | LNH        | -     | -                | -                | -                | -                | 5                | 1  | 1                    | 2                    | 2                    |                      |                      |
| 1986-1987  | équipe nationale canadienne | Intl.      | 26    | 17               | 16               | 33               | 12               | -                | -  | -                    | -                    | -                    |                      |                      |
| 1986-1987  | Blues de Saint-Louis        | LNH        | 42    | 11               | 14               | 25               | 6                | 4                | 0  | 1                    | 1                    | 0                    |                      |                      |
| 1987-1988  | Blues de Saint-Louis        | LNH        | 25    | 5                | 8                | 13               | 12               | -                | -  | -                    | -                    | -                    |                      |                      |
| 1988-1989  | Rivermen de Peoria          | LIH        | 12    | 11               | 20               | 31               | 8                | -                | -  | -                    | -                    | -                    |                      |                      |
| 1988-1989  | Blues de Saint-Louis        | LNH        | 64    | 24               | 31               | 55               | 18               | 7                | 1  | 3                    | 4                    | 0                    |                      |                      |
| 1989-1990  | Asiago Hockey               | Série A    | 36    | 67               | 49               | 116              | 25               | 6                | 7  | 12                   | 19                   | 4                    |                      |                      |
| 1990-1991  | Blues de Saint-Louis        | LNH        | 48    | 14               | 18               | 32               | 10               | -                | -  | -                    | -                    | -                    |                      |                      |
| 1990-1991  | Canucks de Vancouver        | LNH        | 11    | 6                | 6                | 12               | 0                | 6                | 6  | 3                    | 9                    | 12                   |                      |                      |
| 1991-1992  | Canucks de Vancouver        | LNH        | 80    | 24               | 47               | 71               | 42               | 13               | 8  | 5                    | 13                   | 6                    |                      |                      |
| 1992-1993  | Canucks de Vancouver        | LNH        | 79    | 29               | 56               | 85               | 30               | 12               | 2  | 9                    | 11                   | 6                    |                      |                      |
| 1993-1994  | Canucks de Vancouver        | LNH        | 76    | 25               | 43               | 68               | 42               | 24               | 5  | 10                   | 15                   | 16                   |                      |                      |
| 1994-1995  | Canucks de Vancouver        | LNH        | 41    | 6                | 19               | 25               | 27               | 11               | 3  | 5                    | 8                    | 2                    |                      |                      |
| 1995-1996  | Canucks de Vancouver        | LNH        | 79    | 22               | 45               | 67               | 42               | 6                | 0  | 2                    | 2                    | 6                    |                      |                      |
| 1996-1997  | Coyotes de Phoenix          | LNH        | 69    | 19               | 32               | 51               | 26               | 7                | 0  | 7                    | 7                    | 12                   |                      |                      |
| 1997-1998  | Coyotes de Phoenix          | LNH        | 80    | 11               | 44               | 55               | 36               | 6                | 1  | 3                    | 4                    | 4                    |                      |                      |
| 1998-1999  | Coyotes de Phoenix          | LNH        | 7     | 2                | 5                | 7                | 2                | -                | -  | -                    | -                    | -                    |                      |                      |
| 1998-1999  | Predators de Nashville      | LNH        | 72    | 18               | 35               | 53               | 40               | -                | -  | -                    | -                    | -                    |                      |                      |
| 1999-2000  | Predators de Nashville      | LNH        | 82    | 26               | 36               | 62               | 34               | -                | -  | -                    | -                    | -                    |                      |                      |
| 2000-2001  | Predators de Nashville      | LNH        | 80    | 19               | 43               | 62               | 28               | -                | -  | -                    | -                    | -                    |                      |                      |
| 2001-2002  | Predators de Nashville      | LNH        | 67    | 18               | 31               | 49               | 24               | -                | -  | -                    | -                    | -                    |                      |                      |
| 2001-2002  | Kings de Los Angeles        | LNH        | 14    | 1                | 4                | 5                | 8                | 4                | 0  | 1                    | 1                    | 2                    |                      |                      |
| 2002-2003  | Wild du Minnesota           | LNH        | 80    | 17               | 31               | 48               | 24               | 17               | 2  | 7                    | 9                    | 4                    |                      |                      |
| 2003-2004  | Islanders de New York       | LNH        | 40    | 9                | 15               | 24               | 2                | 4                | 0  | 0                    | 0                    | 0                    |                      |                      |
| Totaux LNH | Totaux LNH                  | Totaux LNH | 1 137 | 306              | 563              | 869              | 453              | 126              | 29 | 59                   | 88                   | 72                   |                      |                      |

### En équipe nationale
| Année | Pays   | Compétition          | PJ | B | A | Pts | Pun | Résultat          |
| ----- | ------ | -------------------- | -- | - | - | --- | --- | ----------------- |
| 1991  | Canada | Championnat du monde | 10 | 1 | 4 | 5   | 8   | Médaille d'argent |

## Trophées et honneurs personnels
- British Columbia Hockey League
  - 1983 : nommé dans la 1re équipe d'étoile de sa division
- Ligue de hockey de l'Ouest
  - 1984 : remporte le trophée Jim-Piggott
  - 1985 : nommé dans la 1re équipe d'étoile de l'association de l'ouest
  - 1985 : remporte le Trophée commémoratif des quatre Broncos
  - 1985 : remporte le trophée Bob-Clarke
  - 1985 : remporte le trophée Brad-Hornung
- Ligue nationale de hockey
  - 1984 : repêché par les Blues de Saint-Louis en 7e ronde, à la 134e position

## Transactions en carrière
- 5 mars 1991 : échangé aux Canucks de Vancouver par les Blues de Saint-Louis avec Geoff Courtnall, Robert Dirk, Sergio Momesso et un choix de 5e ronde (Brian Loney) lors du repêchage d'entrée dans la LNH en 1992 en retour de Garth Butcher et de Dan Quinn.
- 1er juillet 1996 : signe un contrat comme agent libre avec les Coyotes de Phoenix.
- 31 octobre 1998 : échangé aux Predators de Nashville par les Coyotes de Phoenix avec Richard Lintner en retour de considérations futures.
- 16 mars 2002 : échangé aux Kings de Los Angeles par les Predators de Nashville en retour de Jere Karalahti et d'un choix de 4e ronde (Teemu Lassila) lors du repêchage d'entrée dans la LNH en 2003.
- 22 juin 2002 : échangé au Wild du Minnesota par les Kings de Los Angeles en retour d'un choix de 4e ronde (Aaron Rome) lors du repêchage d'entrée dans la LNH en 2002.
- 9 janvier 2004 : signe un contrat comme agent libre avec les Islanders de New York.